# Општина Сомеш-Одорхеј (Салаж)
Сомеш-Одорхеј (рум. Someş-Odorhei) општина је у Румунији у округу Салаж.
Oпштина се налази на надморској висини од 207 m.